# 低音長笛

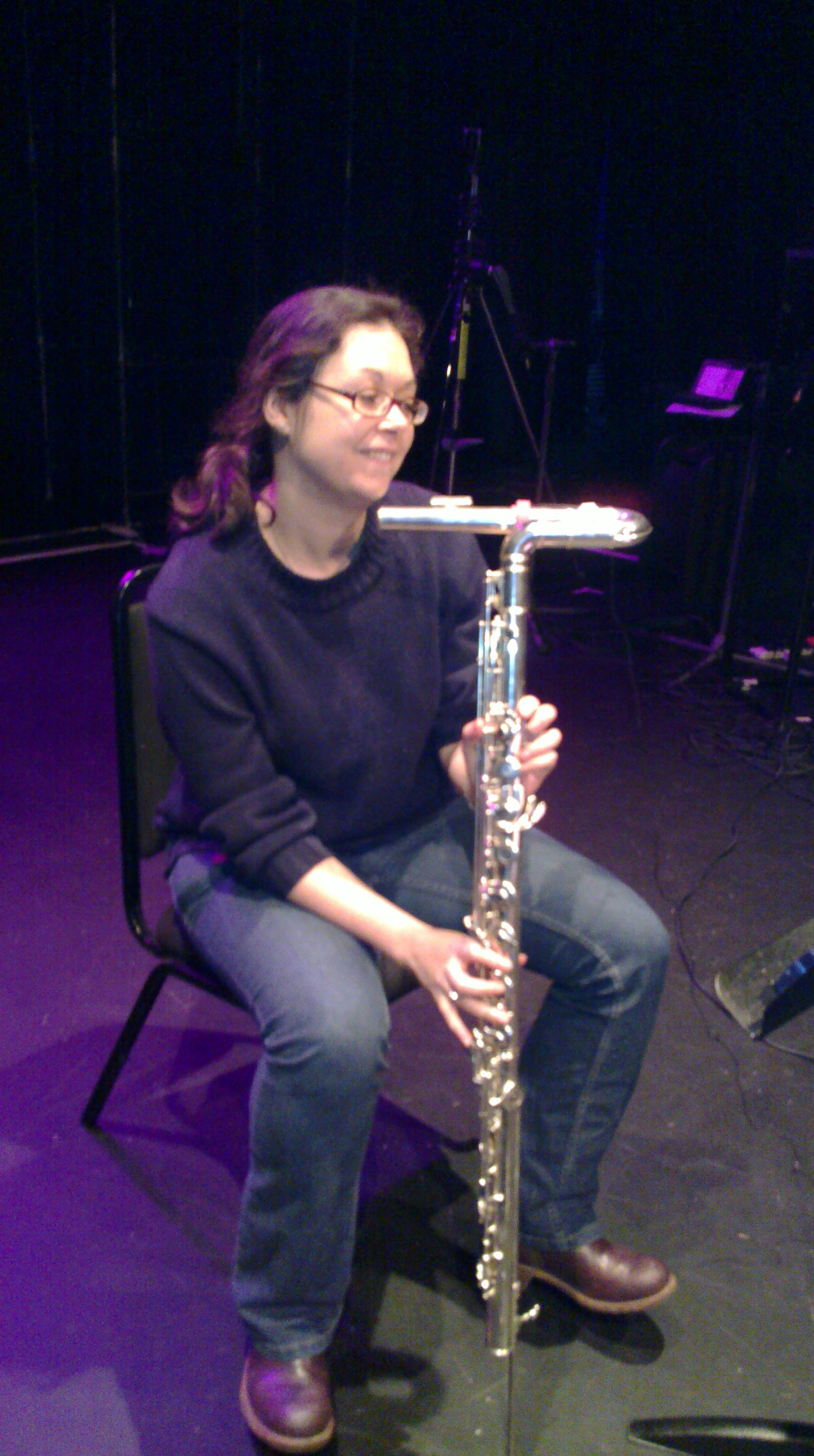
一名手持直立式的低音長笛的樂手。

低音長笛（Bass Flute）是木管樂器，屬於長笛的一種變種。它是1920年代才發明的新變種樂器，於爵士音樂上開創無簧片類木管器樂的低音區域，但現時普及度不高，通常只限於長笛合奏團才會使用。而在管樂團中，低音長笛的音色很容易就被單簧管類的樂器所蓋過，因此亦同樣罕見。
樂器的英文名稱「Bass Flute」，在20世紀初曾被英國作曲家視為「中音長笛」（Alto Flute），例如霍爾斯特的《行星組曲》標示為「Bass Flute　in G」，現時已經再沒有類似的情況發生。
低音長笛為移調樂器，採用高音譜號，實際音比記譜音低1個八度，它可吹奏音域和長笛相同，但一般而然，低音長笛不會吹奏吹過譜記音A6，原因是它的高音並不準確，一般以長笛代替便可。